# Gąsienicojad sundajski
Gąsienicojad sundajski (Lalage fimbriata) – gatunek małego ptaka z rodziny liszkojadów (Campephagidae). Zasiedla Azję Południowo-Wschodnią, m.in. Wielkie Wyspy Sundajskie. Nie jest zagrożony wyginięciem.

## Systematyka
Takson ten po raz pierwszy opisał Coenraad Jacob Temminck w 1824 roku, nadając mu nazwę Ceblepyris fimbriatus. Holotyp pochodził z Jawy. Obecnie (2021) Międzynarodowy Komitet Ornitologiczny (IOC) umieszcza ten gatunek w rodzaju Lalage.
Takson ten bywał dawniej czasami łączony w jeden gatunek (w różnych kombinacjach) z gąsienicojadem indochińskim (L. polioptera), czarnoskrzydłym (L. melaschistos) i czarnogardłym (L. melanoptera). Obecnie wyróżnia się 5 podgatunków L. fimbriata.

## Podgatunki i zasięg występowania
Poszczególne podgatunki zamieszkują:
- L. f. neglecta (Hume, 1877) – południowa Mjanma i południowa Tajlandia
- L. f. culminata (Hay, 1845) – Półwysep Malajski
- L. f. schierbrandi (Pelzeln, 1865) – Sumatra i Borneo
- L. f. compta (Richmond, 1903) – wyspy Simeulue i Siberut (u zachodnich wybrzeży Sumatry)
- L. f. fimbriata (Temminck, 1824) – Jawa i Bali

## Morfologia
Gąsienicojad sundajski osiąga długość 20 cm. Wyraźnie zaznaczony dymorfizm płciowy – upierzenie szare, samiec ciemniejszy od samicy, u której charakterystyczny jest prążkowany spód ciała. Tęczówka ciemnobrązowa. 

## Ekologia i zachowanie
Biotop
Zamieszkuje lasy nizinne i porośnięte roślinnością wzgórza. Żyje w piętrze koron drzew, rzadko spotkany na ziemi. 
Pożywienie
Pokarm stanowią bezkręgowce. 
Lęgi
Gniazdo w postaci czarki, uwite z roślinności buduje w koronach drzew. Samica składa 3 jaja (oliwkowozielone, z brązowym wzorem).

## Status
IUCN klasyfikuje gąsienicojada sundajskiego jako gatunek najmniejszej troski (LC, Least Concern) nieprzerwanie od 1988 roku. Liczebność światowej populacji  nie została oszacowana, ale ptak ten opisywany jest jako zazwyczaj rzadki, chociaż dość pospolity na Półwyspie Malajskim i w południowej Tajlandii. Globalny trend liczebności populacji uznawany jest za spadkowy ze względu na niszczenie siedlisk.